# کیسیلیاخ-تاس
کیسیلیاخ-تاس (روسی: гора Кисилях-Тас) یک کوه در یاقوتستان کشور روسیه است.